# Прогресивизам
Прогресивизам или напредњаштво представља подршку или заговарање унапређења друштва. Као филозофија заснива се на идеји прогреса (напретка), која тврди да су прогрес у науци, технологији, економском развоју и друштвеној организацији од виталног значаја за побољшање људског стања. Прогресивизам је постао веома значајан током Доба Просветитељства у Европи, кроз уверење да Европа показује да друштва могу напредовати у цивилизованости од нецивилизованих услова до цивилизације кроз јачање основе емпиријског знања као темеља друштва. Личности из Доба Просветитељства су сматрале да прогрес има универзалну примену за сва друштва и да ће се те идеје из Европе проширити по целом свету.
Значења прогресивизма варирају током времена и постоје из различитих перспектива. Савремена заједничка политичка концепција прогресивизма у култури Западног света произашла је из великих друштвених промена које су изазване индустријализацијом Западног света, крајем 19. века.
Прогресивац је присталица напретка у друштвеним односима; присталица прогресивизма. Усмерен је према будућности, према оном новом; оптимистичан је и уверен у пожељност промена и могућност друштвеног напретка. Као прогресивци се означавају (и сами себе означавају) присталице умерено и радикално левих политика: лево крило либерализма, социјалдемократе, демократски социјалисти и др.
Израз прогрес сам по себи, осим општег значења као "напредак", обично се користи за "постепен, али сигуран развој који с временом доноси бољитак, који доноси боље, савршеније, вредније или богатије". Тако нпр. они који имају велико поверење у науку и технологију сматрају да научно-технолошки развој може умањити или решити разне социјалне и еколошке проблеме који се појаве. Они наступају као изразити прогресивци.
Као прогресивци наступају и радикални друштвени критичари, који се не задовољавају "постепеним развојем", него сматрају да је потребна политичка и социјална револуција. Они кажу да је научно-технолошки развој користан и неутралан, али да се злоупотребљава у оквиру постојећег друштвено-економског система капитализма (нпр. злоупотреба којом се усмеравају напори научника у интересу капитала, а не ка решавању стварних људских, еколошких и других проблема). Зато је истински прогрес немогућ без свесне политичке акције која води до револуције. Постоје наравно разне визије пожељне будућности и разне стратегије такве активности.

## Историјски развој идеје прогреса
Имануел Кант је идентификовао прогрес као помак од варварства према цивилизацији. Филозоф и књижевник из 18. века Маркиз де Кондорсет је предвиђао да ће политички прогрес укључивати нестанак ропства, пораст писмености, смањење неједнакости између полова, реформе оштрих затвора и опадање сиромаштва. "Модерност" или "модернизација" била је кључна форма идеје прогреса коју су у 19. и 20. веку промовисали класични либерали који су позивали на брзу модернизацију економије и друштва како би се уклониле традиционалне препреке за слободна тржишта и слободно кретање људи. Немачки филозоф Георг Вилхелм Фридрих Хегел био је утицајан у промовисању идеје о прогресу у европској филозофији наглашавајући линеарно-прогресивно схватање историје и одбацивање цикличног концепта историје. Карл Маркс је на своја дела применио хегелијанску концепцију линеарно-прогресивне историје, модернизацију економије кроз индустријализацију и критике класне друштвене структуре најразвијенијих индустријских капиталистичких друштава. Како је индустријализација расла, проучавање њених ефеката расло је и ван марксизма и других радикалних критика.
Крајем 19. века у западном свету расте популарност политичког погледа да је прогрес успорен великом економском неједнакошћу између богатих и сиромашних, нерегулисаним моделом капитализма са монополским корпорацијама, и интензивним и често насилним сукобом између радника и капиталиста - тврдећи да су потребне мере за решавање ових проблема.
Прогресивизам је утицао на различите политичке покрете. Модерни либерализам, познатији као социјални либерализам, инспирисан је филозофом Џоном Струјартом Милом, и његовим концептом о људима као "прогресивним бићима". Британски премијер Бенџамин Дизраели развио је прогресивни конзервативизам под једном нацијом - торизам. Слично у Империјалној Немачкој, канцелар Ото фон Бизмарк усвојио је различите прогресивне мере социјалне заштите из конзервативних мотивација, ради одвођења радника од социјалистичког покрета тог времена. Заговорници социјалдемократије и социјализма се идентификују као промотери прогресивности. Енциклопедија римокатоличке цркве Рерум новарум, коју је папа Лав XIII издао 1891. године, осудила је експлоатацију радништва и апеловала на подршку синдикатима и владиној регулацији пословања у интересу социјалне правде, истовремено подржавајући приватну имовину и критикујући социјализам. Протестантска прогресивна перспектива звана "Социјално Јеванђеље" се појавила у Северној Америци и фокусирала се на изазовну економску експлоатацију и сиромаштво, а средином 1890-их била је уобичајена на многим протестантским теолошким семинарима у Сједињеним Америчким Државама. Током великог политичког такмичења између станодаваца и станара 1892. године, заговарачи станодаваца су били препознати као "умерени", а реформатори пореза на вредност земљишта су били препознати као "прогресивци". Током економске кризе из периода прихватања економског кејнзијанизма (1930-их), у многим земљама је широко прихваћена улога државне интервенције у тржишну привреду, што се сматра прогресивном политиком.
У Сједињеним Америчким Државама прогресивизам је започео као друштвени покрет крајем 19. и почетком 20. века и прерастао у политички покрет у ономе што је познато као Прогресивни период. Термин "амерички прогресивци" представља низ различитих политичких група притисака (које нису увек уједињене). Амерички прогресивци сматрају да се проблеми са којима се друштво суочава (сиромаштво, дискриминација, насиље, похлепа, расизам и класни антагонизам) могу умањити обезбеђујући добро образовање, квалитетну здравствену заштиту, безбедно окружење и ефикасна радна места. Прогресивци углавном живе у градовима, имају високошколско образовање и сматрају да влада може бити средство за промене.